# Victoires de la musique
Los Victoires de la musique es un evento musical que tiene lugar en Francia cada año. Durante la ceremonia son premiados los artistas por las producciones del año en curso. Se lleva celebrando desde 1983. Parte de los premios son elegidos por el público.

## Palmarés
| Año  | Mujer intérprete     | Hombre intérprete    | Grupo del año     |
| ---- | -------------------- | -------------------- | ----------------- |
| 1985 | Jeanne Mas           | Michel Jonasz        |                   |
| 1986 | Catherine Lara       | Jean-Jacques Goldman |                   |
| 1987 | France Gall          | Johnny Hallyday      | Kassav'           |
| 1988 | Mylène Farmer        | Claude Nougaro       | Kassav' (2)       |
| 1990 | Vanessa Paradis      | Francis Cabrel       | Gipsy Kings       |
| 1991 | Patricia Kaas        | Michel Sardou        | Elmer Food Beat   |
| 1992 | Jane Birkin          | Patrick Bruel        | MC Solaar         |
| 1993 | Véronique Sanson     | Alain Bashung        | Les Innocents     |
| 1994 | Barbara              | Alain Souchon        | Les Innocents (2) |
| 1995 | Enzo Enzo            | MC Solaar            | IAM               |
| 1996 | Véronique Sanson (2) | Maxime Le Forestier  | Les Innocents (3) |
| 1997 | Barbara (2)          | Charles Aznavour     | Les Innocents (4) |
| 1998 | Zazie                | Florent Pagny        | Noir Désir        |
| 1999 | Axelle Red           | Alain Bashung (2)    | Louise Attaque    |
| 2000 | Natacha Atlas        | Matthieu Chédid      | Zebda             |
| 2001 | Hélène Ségara        | Henri Salvador       |                   |
| 2002 | Zazie (2)            | Gérald De Palmas     |                   |
| 2003 | Lynda Lemay          | Renaud               |                   |
| 2004 | Carla Bruni          | Calogero             |                   |
| 2005 | Françoise Hardy      | Matthieu Chédid (2)  |                   |
| 2006 | Juliette Noureddine  | Raphaël              |                   |
| 2010 | Olivia Ruiz          | Bénabar              |                   |
| 2008 | Vanessa Paradis (2)  | Abd Al Malik         |                   |